# Елсбет
«Елсбет» (англ. Elsbeth) — американський поліційний комедійно-драматичний серіал, прем'єра якого відбулася 29 лютого 2024 року на каналі CBS. Він є спінофом серіалів «Гарна дружина» (2009—2016) та «Гарна боротьба» (2017—2022), у яких виконавиця головної ролі Керрі Престон зіграла періодичну роль Елсбет Тасіоні — екстравагантну адвокатку, яка де факто працює детективом. 
У квітні 2024 року серіал було продовжено на другий сезон. 21 лютого 2025 року CBS продовжив телесеріал на третій сезон.
Усе епізоди першого сезону, крім останнього, побудовані як перевернутий детектив, коли глядачам із самого початку показують, хто вбивця та як він вчиняє злочин, а потім детективи поліції намагаються його викрити.

## Про сюжет
Серіал зосереджується на екстравагантній Елсбет Тасіоні, неординарній, але проникливій адвокатці, яку після її успішної кар'єри в Чикаго Міністерство юстиції направляє для контролю діяльності поліції Нью-Йорка, де відбулося кілька незаконних арештів. Використовуючи свою унікальну здатність до спостережень та інтуїцію, Елсбет допомагає Департаменту поліції Нью-Йорка викрити кількох розумних та винахідливих злочинців.

## Акторський склад

### Головний
- Керрі Престон — Елсбет Тасіоні
- Карра Паттерсон — Кая Бланке, молода патрульна поліціантка, яка подружилася з Елсбет та сама проявила себе як непоганий детектив
- Венделл Пірс — капітан Ч. В. Вагнер, шеф поліції, якого підозрюють у корупції та який ненавидить своє повне ім'я — Чарльз Воллес

### Повторювані
- Денні Маккарті — агент Міністерства юстиції Фред Селетано
- Фредрік Лене — лейтенант Дейв Нунан, однокурсник та колишній напарник Вагнера, нині його заступник
- Глорія Рубен — Клаудія Пейн, дружина капітана Вагнера, очільниця благодійного фонду поліції[14]
- Денні Мастроджоргіо — детектив Боббі Смуллен, який із недовірою ставиться до методів Елсбет
- Моллі Прайс — детектив Доннеллі

### Гостьові
- Стівен Моєр — Алекс Модаріан, шанований викладач театрального мистецтва
- Джейн Краковськи — Джоан Ленокс, успішна рієлторка елітної нерухомості
- Лінда Лавін — Глорія Блечер, президентка ради власників квартир
- Джессі Тайлер Фергюсон — Скіп Мейсон, продюсер популярного реаліті-шоу Lavish Ladies[15]
- Ретта — Марго Кларк, високооплачувана сваха
- Келлі Окойн — Деклан Армстронг, мільярдер
- Блер Андервуд — Кліфф Макграт, тренер власного сина, висхідної зірки тенісу
- Джина Гершон — доктор Ванесса Голмс, пластична хирургиня
- Кіген-Майкл Кі — Ештон Гейс, генеральний директор трастової компанії
- Женева Карр — Поппі Гейз
- Елізабет Лейл — Квінн Паверс, авторка мобільного застосунку «Цербер»
- Аріан Моаєд — Джо, власник дорогого коктейль-бару
- Лаура Бенанті — Надін Клей, супермодель, що завершує свою кар'єру
- Андре де Шилдс — Маттео Гарт, знаменитий модельєр

## Сприйняття
Сайт-агрегатор рецензій Rotten Tomatoes повідомив про 94% схвалення із середньою оцінкою 7,2/10 на основі 31 рецензії критиків.